# 馬赫坡溪
馬赫坡溪，又作馬海僕溪、馬海樸溪。是一條位於臺灣南投縣仁愛鄉精英村的河流，海拔超過2000公尺，得名于賽德克族馬赫坡社。為濁水溪（霧社主流）及其源流塔羅灣溪的上游。馬赫坡溪發源於能高山山區，流經霧社事件領導者莫那·魯道自盡的「馬海濮岩窟」，在廬山溫泉區附近與塔羅灣溪相接。「馬海濮岩窟」已於2023年12月3日前，經山友發現山壁崩塌掩埋。在馬赫坡溪的中尾處還有一個莫那魯道大瀑布。
參考：馬海濮溪，歐都